# Wulong
Wulong („Tančící drak“) byl rod opeřeného dromeosauridního teropodního dinosaura z kladu Microraptoria, žijícího v období spodní křídy (geologický věk apt, asi před 123 až 119 miliony let) na území dnešní severovýchodní Číny (provincie Liao-ning). Fosilie byly objeveny v sedimentech souvrství Ťiou-fo-tchang (angl. Jiufotang, pozdní Jeholská biota) a formálně popsány byly roku 2020.

## Popis
Wulong byl malý, opeřený teropod, lovící zřejmě drobné obratlovce. Objevené exempláře dosahovaly délky asi 90 centimetrů, jednalo se však o nedospělé (juvenilní) jedince. V dospělosti mohl tento dinosaurus dosahovat délky zhruba 1,35 metru. Odhadovaná hmotnost objeveného jedince (mláděte) činila asi 70 až 73 gramů.
Výzkum tohoto dinosaura prokázal, že růstové trendy malých dromeosauridů (zejména mikroraptorinů) neodpovídaly růstovým vzorcům současných ptáků, kteří jsou jejich blízkými vývojovými příbuznými. Růstové trendy opeřených dinosaurů se tedy nejspíš lišily od růstové dynamiky současných ptáků.
Rozbor fosilních melanozomů zachovaných ve zkamenělých otiscích opeření tohoto teropoda ukázal, že peří bylo původně "duhově" (iridiscenčně) zbarvené, přičemž se patrně jednalo o prostředek vnitrodruhové komunikace a signalizace.

## Klasifikace
Wulong byl zástupcem čeledi Dromaeosauridae a kladu Microraptoria. Mezi jeho blízké příbuzné tak patřily například rody Microraptor, Sinornithosaurus nebo Changyuraptor.